# 天平地震
天平地震（てんぴょうじしん）は、奈良時代の天平17年4月27日（ユリウス暦745年6月1日、グレゴリオ暦6月5日）美濃国を中心として発生したと推定される地震。

## 地震の記録
『続日本紀』天平17年4月27日（ユリウス暦745年6月1日、グレゴリオ暦6月5日）の条項に、この日夜を通して地震があり、地震は三日三晩続いたという。美濃国では国衙の櫓、館、正倉、仏寺の堂、塔、民衆の家が被害を受け、少し触れると倒壊したとある。
『続日本紀』巻十六
この地震の後も連日余震と見られる記録が約20日間続き、地割れができ水が湧出した。大森房吉(1913)は5月2日の条項にある京師は当時難波京の置かれていた摂津国難波であるとし、ここでも本震において同時に震動を感じ、余震も摂津難波における記録と解釈している。余震が続く間に、大安・薬師・元興・興福の各寺および平城宮で般若経など各経典を読ましめた。
『熊野年代記』にも本地震の記載があり、大地震が7日続いたと記されている。
- 『熊野年代記』

## 地震像
大森房吉(1913)は摂津において余震が20日間余も記録されている様子から、本地震は頗る規模が大なるものであり1891年濃尾地震に匹敵する、或は類似した地震である可能性を指摘している。
地質調査所の須貝俊彦らは、養老山地東縁から桑名市、四日市市を南北に貫く養老-桑名-四日市断層帯のボーリング調査から745年に活動して大地震を引き起こした可能性が高いとした。
地震調査研究推進本部は養老-桑名-四日市断層帯の最新活動は13世紀以降の可能性があり、1586年天正地震が該当するとの指摘もあるが、史料が少なく判断できないとし、一つ前の活動時期が7世紀から11世紀の間と判断され745年の地震の可能性が指摘されているが、この地震も史料が極めて少なく判断できないとしている。
愛知県埋蔵文化財センターの調査では、稲沢市の地蔵越遺跡において、液状化現象によると推定される砂脈が奈良時代の土層を引裂き、平安時代の土層に覆われていることから本地震の痕跡と考えられている。
河角廣(1951)は岐阜市付近(北緯35.5°、東経136.6°)に震央を仮定し規模MK = 6. を与え、マグニチュードは M = 7.9に換算されている。宇佐美龍夫(2003)は震央を北緯35.2°、東経136.6°とし、規模は M ≒ 7.9としている。なお、石橋(2023)は大森(1913)や河角(1951)など先行研究の問題点を指摘しM = 7.9は過大評価であるとしている。

## その他
この時期は聖武天皇が遷都を繰り返しており、旧暦で740年10月末に平城京から恭仁京、744年2月末に恭仁京から難波京、そして745年元旦に難波京から紫香楽京が都となった。しかし、同年4月の本地震が発生した数日後に紫香楽京から平城京へ戻ることとなった。